# Ламперт (князь)
Ламперт (Ламберт) (1049/50 — 1096) — угорський королівський герцог з дому Арпадів, син Бейли І.

## Життєпис
У 1059-му, під час володарювання Андраша І, разом з батьком та братами (Гейза, Ласло) втекли до польського герцога Болеслава II. Після смерті батька, коли на трон попав Соломон, разом з братами вимагали третину угорського королівства, але, так як радники Соломона відмовили, знову втекли до Польщі. Ламберт та Ласло залишилися в Кракові, а Гейза приєднався до Болеслава II, який воював проти Київської Русі. Принци, за допомогою клопотання Болеслава II у 1065-му отримали третину королівства. Своє герцогське життя, що в повній мірі дісталося йому після смерті Гейзи та коронування Ласло, Ламберт проводив мирно. Нема ніяких відомостей, що після смерті Ласло в 1095 році він би добивався трону. Смерть Ламберта датується 1096 роком. Чи були в нього жінка та діти, також нічого не відомо.
Герцог Ламперт вважається засновником сучасного міста Берегова. Саме Ламперт, влаштувавши в колись лісистій місцевості на місці сучасного Берегова мисливську віллу, фактично заснував майбутнє місто, яке спочатку отримало назву Villa Lamperti (перша письмова згадка про яку датується 1063 р, що й вважається початком історії міста), згодом — Лампертхаза (дім Ламперта), Лумпрехтсас та Лампертсас, і вже значно пізніше (перша письмова згадка — 1499 р.) — Берегсас. Цей герцог також запросив на нову, малозаселену місцевість вихідців з німецької землі Саксонії (саксів), що теж відобразилося в назвах міста.

## Вшанування пам'яті
У місті Берегове є вулиця Князя Ламперта.

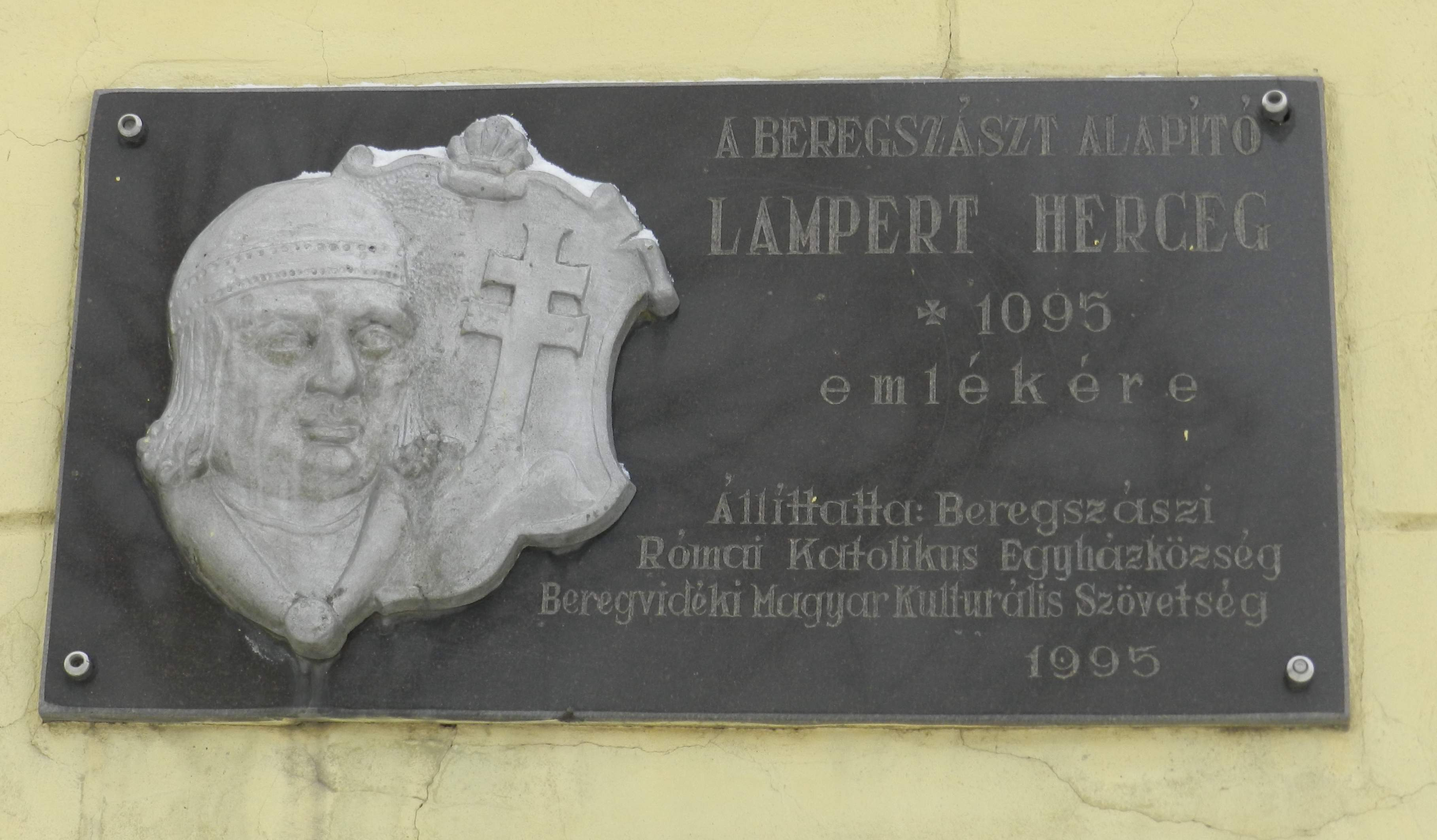
Пам'ятна дошка на честь князя (герцога) Ламперта

Герцог (князь) Ламперт вшанований пам'ятною дошкою на фасаді католицького Костелу Воздвиження Святого Хреста у Берегові.